# 猪飼たね
猪飼 たね（いかい たね、1879年〈明治12年〉1月18日 - 1995年〈平成7年〉7月12日）は、日本のスーパーセンテナリアン。かつて日本国内最高齢かつジャンヌ・カルマンに次ぐ世界で2番目の長寿であった愛知県名古屋市出身の女性。

## 人物
愛知県愛知郡寛政村（現・名古屋市港区寛政町）の農家の三女として生まれ、結婚後三男一女をもうけたが、子四人全員に先立たれた。
100歳ころまでは、杖を使いながら老人ホームの外へ買い物へでかけたり、レクリエーションに参加するなど元気であり、趣味の縫い物を嗜んでいたという。108歳の時には「長生きのヒケツは、病気しないこと」と語っていた。その後、何度か脳卒中で入退院を繰り返し、113歳の時に発症してからは寝たきりであった。
1993年4月14日、白浜ワカの114歳85日の記録を更新し、当時の日本の歴代最高齢の人物となったが、生前は120歳とされた泉重千代の記録が認められていた。
1995年7月、腎不全のため名古屋市内の病院で死去。116歳175日没。これは当時の日本の歴代最長寿記録で、フランス人女性のジャンヌ・カルマンに次ぐ史上2番目の長寿記録であった。なお、同時期にカルマンが存命していたため、長寿世界一となることはなかったとされるが、カルマンの年齢には異論があり、実際は世界一だった可能性もある。
なお猪飼の遺体は検死解剖を受けている。